# Avenida Maracanã

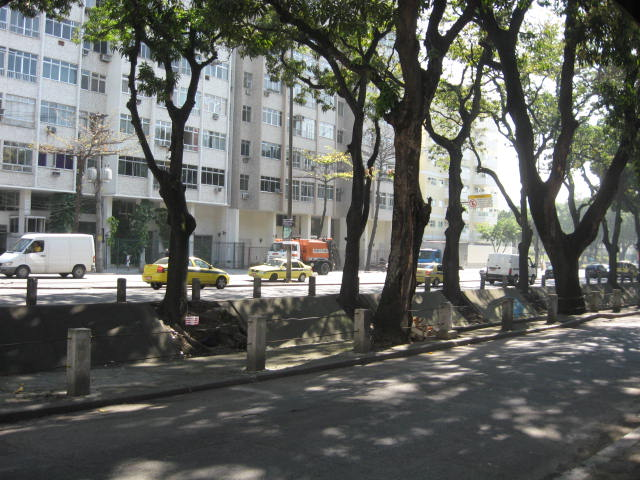
Avenida Maracanã

Avenida Maracanã é um logradouro na Zona Norte do Rio de Janeiro.

## História
Faz a ligação entre os bairros do Maracanã e da Tijuca. Foi inaugurada, em 1922, promovendo o surgimento de novos loteamentos e ruas ao seu redor.
Inicia-se nos arredores da Quinta da Boa Vista, e prolonga-se até a Usina, passando pelas áreas do Maracanã, Tijuca e Muda.
Possui esse nome por margear todo o trajeto do Rio Maracanã, antigo reduto de papagaios-maracanãs, estando hoje o seu leito canalizado e altamente poluído.
É na avenida que se situa o Estádio Jornalista Mário Filho — popularmente conhecido como Maracanã, um dos maiores do mundo. Serve de ligação à região central da cidade, pela Praça da Bandeira.